# تشاد سكوت
تشاد سكوت (بالإنجليزية: Chad Scott)‏ هو لاعب كرة قدم أمريكية أمريكي، ولد في 6 سبتمبر 1974 في كابيتول هايتس في الولايات المتحدة.

## وصلات خارجية
- تشاد سكوت على موقع مرجع كرة القدم المحترفة.كوم (الإنجليزية)